# パームシュガー

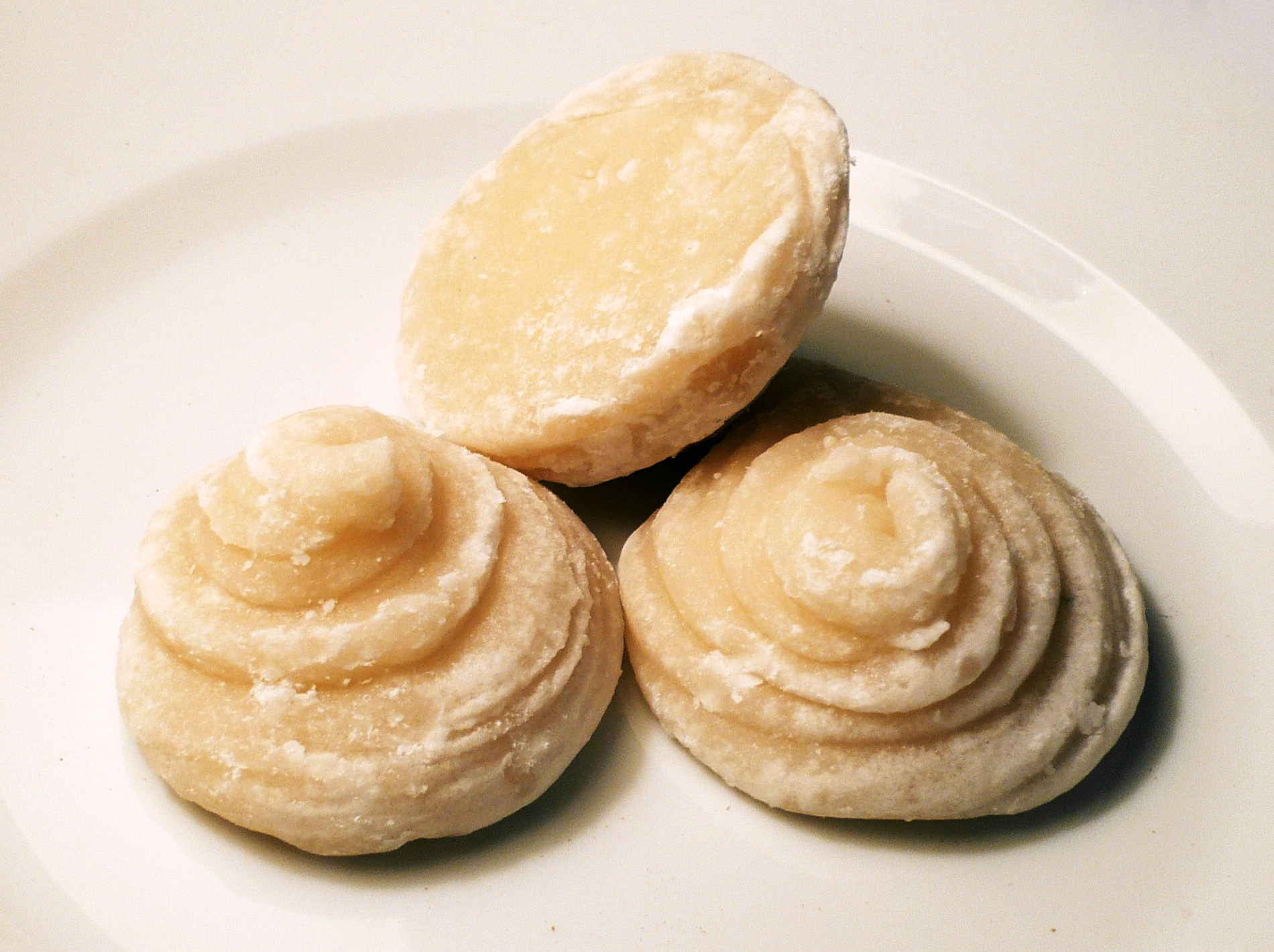
タイ産の商品化されたパームシュガー。

パームシュガーまたはヤシ糖とは、ヤシ類の花序や幹の樹液（パームシロップ、パームハニー）から採取できる砂糖である。同じヤシであるが、ココヤシから同様に取れる砂糖はココナッツシュガーと別の呼称が使われる。同様に、サトウヤシの砂糖はアレンガシュガーとして販売されることがある。
もともとパルミラヤシ、ナツメヤシやサトウナツメヤシの樹液から作られた。現在はサトウヤシ（Arenga pinnata）とニッパヤシから作られている。東南アジアだけでなく、インド、スリランカ、パキスタン、アフリカ、南アメリカおよびカリブ海地域で生産される。

## 名前
種類の違いによる名称もあるが、パームシュガーが取れるヤシは多数の言語圏に跨がり、かつ複数種が生育しているため、インド周辺ではジャグリー（jaggery）、インドネシアのグラメラ（Gula Merah）、フィリピンのPakaskas、タイのnam tan pipなど
数多くの地域言語でパームシュガーを表す言葉が存在している。

## 歴史
ラ・ゴメラ島のパームハニー、パームシロップ「Miel de palma」などは16世紀から知られている。また、古代ローマの博物学者ガイウス・プリニウス・セクンドゥスはChamaeropsから甘い樹液が採取できることを記している。

## 製法

西ジャワ州のパームシュガーの生産。
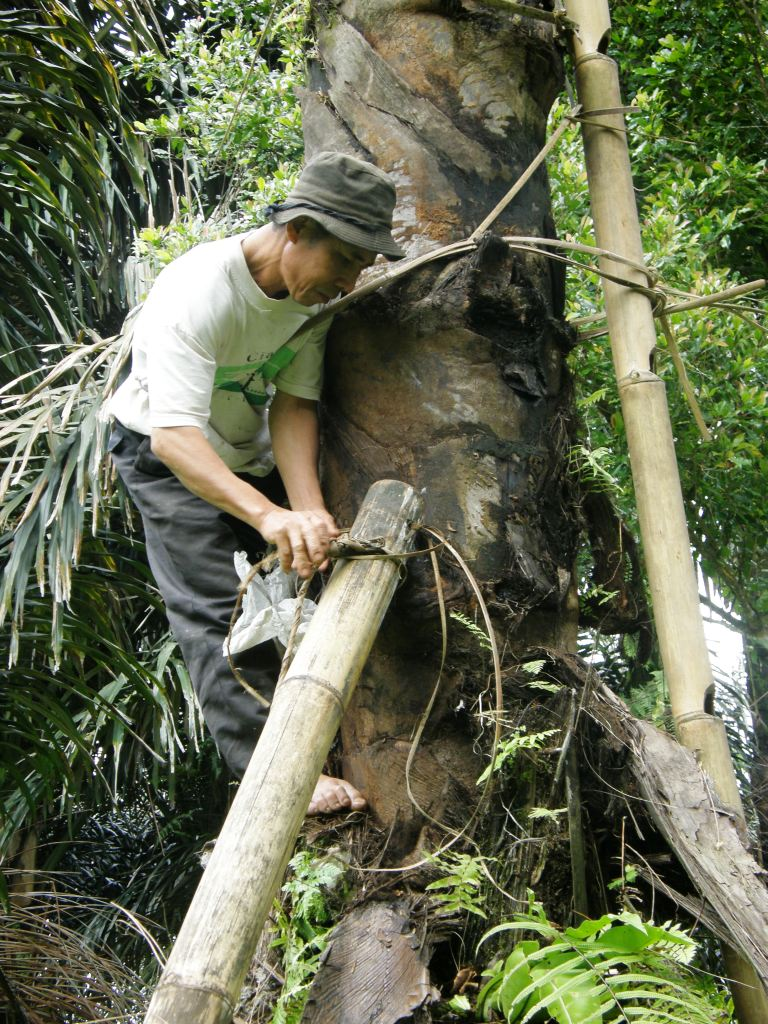
花序樹液を竹管に採取している光景。
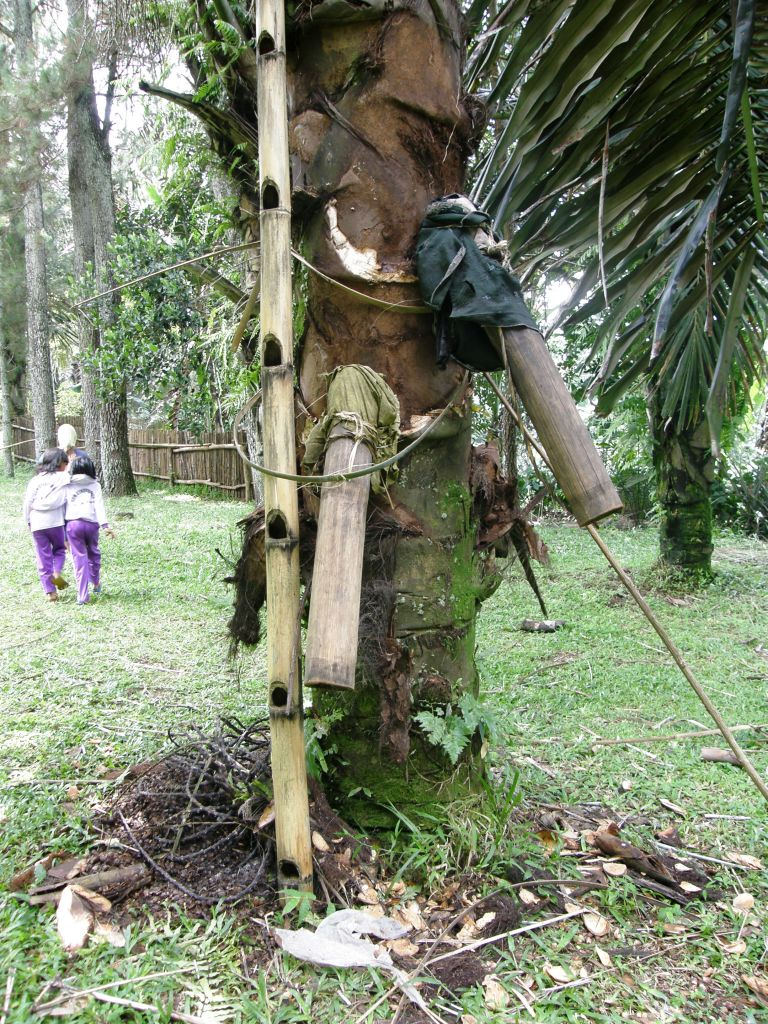
さらに下の幹からも採取する。
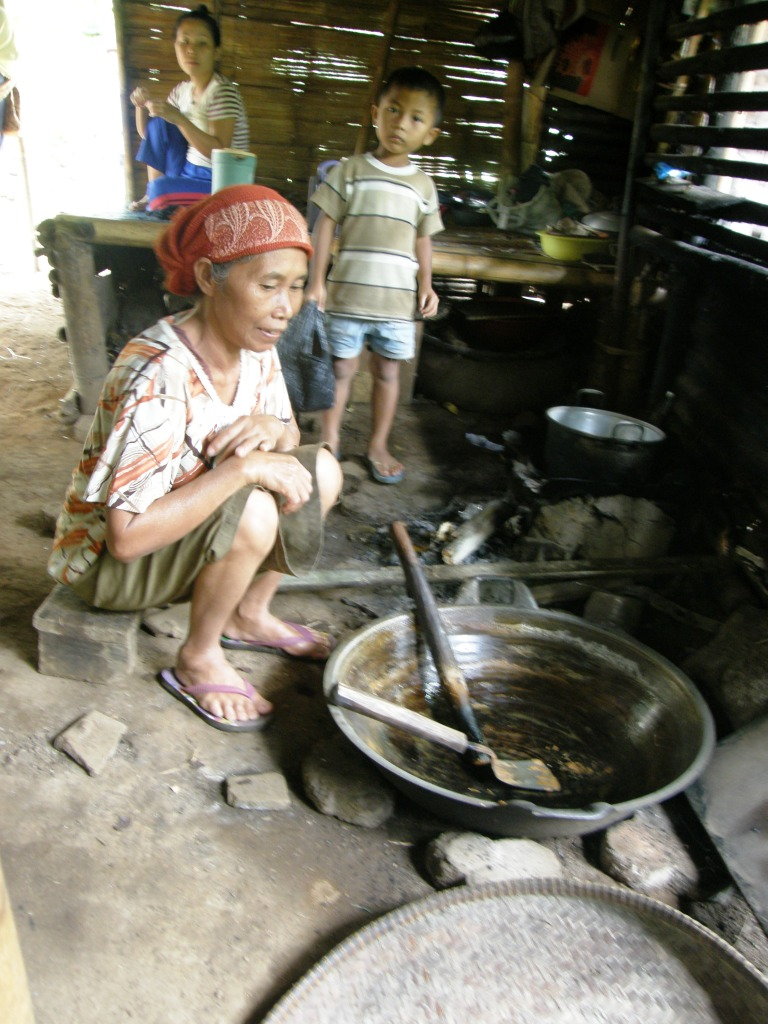
採取した樹液を長時間撹拌しながら煮詰める。
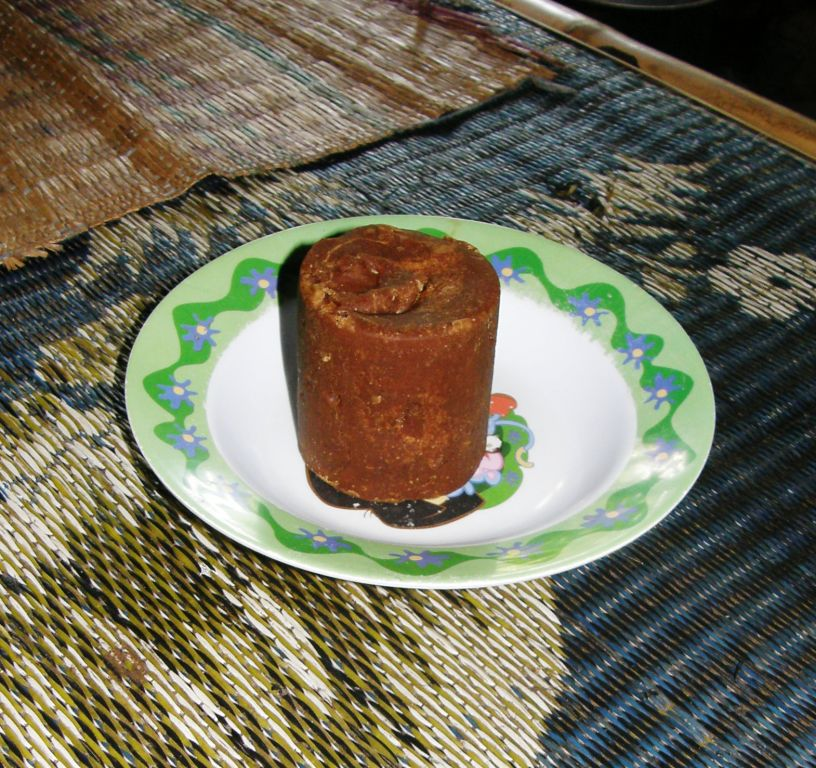
生産されたパームシュガー。